# Ташличка
Ташличка — річка в Україні, у Бершадському й Гайворонському районах Вінницької та Кіровоградської області. Ліва притока Південного Бугу (басейн Чорного моря).

## Опис
Довжина річки 28 км, похил річки — 3,2 м/км. Формується з багатьох безіменних струмків, приток та водойм. Площа басейну 405 км². 
Притоки: Шляхова, Темна, Мощона (ліві).

## Розташування
Бере початок у Завітному. Тече переважно на південний схід і в Гайвороні впадає у річку Південний Буг. 
Населені пункти вздовж берегової смуги: Теофілівка, Кавкули, Садове. 
Річку перетинає автомобільна дорога Т 0207.